# Olympische Winterspiele 1980/Bob
Bei den XIII. Olympischen Winterspielen 1980 in Lake Placid fanden zwei Wettbewerbe im Bobfahren statt. Austragungsort war die Bobbahn am Mount Van Hoevenberg.

## Bilanz

### Medaillenspiegel
| Platz  | Land    | Gold | Silber | Bronze | Gesamt |
| ------ | ------- | ---- | ------ | ------ | ------ |
| 1      | DDR     | 1    | 1      | 2      | 4      |
| 2      | Schweiz | 1    | 1      | –      | 2      |
| Gesamt | Gesamt  | 2    | 2      | 2      | 6      |

### Medaillengewinner
| Disziplin        | Gold                                                                        | Silber                                                     | Bronze                                                         |
| ---------------- | --------------------------------------------------------------------------- | ---------------------------------------------------------- | -------------------------------------------------------------- |
| Zweierbob Männer | Erich Schärer / Josef Benz (SUI)                                            | Bernhard Germeshausen / Hans-Jürgen Gerhardt (GDR)         | Meinhard Nehmer / Bogdan Musiol (GDR)                          |
| Viererbob Männer | DDRMeinhard Nehmer Bogdan Musiol Bernhard Germeshausen Hans-Jürgen Gerhardt | SchweizErich Schärer Ulrich Bächli Rudolf Marti Josef Benz | DDRHorst Schönau Roland Wetzig Detlef Richter Andreas Kirchner |

## Ergebnisse
(alle Zeiten in min)

### Zweierbob
| Platz | Land | Sportler                                              | 1. Lauf | 2. Lauf | 3. Lauf | 4. Lauf | Gesamt  |
| ----- | ---- | ----------------------------------------------------- | ------- | ------- | ------- | ------- | ------- |
| 1     | SUI  | Schweiz II: Erich Schärer, Josef Benz                 | 1:01,87 | 1:02,76 | 1:02,29 | 1:02,44 | 4:09,36 |
| 2     | DDR  | DDR II: Bernhard Germeshausen, Hans-Jürgen Gerhardt   | 1:02,58 | 1:02,48 | 1:03,31 | 1:02,56 | 4:10,93 |
| 3     | DDR  | DDR I: Meinhard Nehmer, Bogdan Musiol                 | 1:02,39 | 1:02,88 | 1:02,86 | 1:02,95 | 4:11,08 |
| 4     | SUI  | Schweiz I: Hans Hiltebrand, Walter Rahm               | 1:02,37 | 1:02,96 | 1:03,35 | 1:02,64 | 4:11,32 |
| 5     | USA  | USA II: Howard Siler, Dick Nalley                     | 1:03,04 | 1:03,04 | 1:02,65 | 1:03,00 | 4:11,73 |
| 6     | USA  | USA I: Brent Rushlaw, Joe Tyler                       | 1:02,90 | 1:02,81 | 1:02,99 | 1:03,42 | 4:12,12 |
| 7     | AUT  | Österreich II: Fritz Sperling, Kurt Oberhöller        | 1:03,58 | 1:03,64 | 1:03,13 | 1:03,23 | 4:13,58 |
| 8     | FRG  | Deutschland I: Peter Hell, Heinz Busche               | 1:03,87 | 1:03,63 | 1:02,91 | 1:03,33 | 4:13,74 |
| 9     | AUT  | Österreich I: Franz Paulweber, Gerd Zaunschirm        | 1:03,52 | 1:03,67 | 1:03,01 | 1:03,70 | 4:13,90 |
| 10    | GBR  | Großbritannien I: Jonnie Woodall, John Howell         | 1:04,12 | 1:04,12 | 1:03,65 | 1:04,03 | 4:15,92 |
|       |      |                                                       |         |         |         |         |         |
| 12    | FRG  | Deutschland II: Georg Großmann, Alexander Wernsdorfer | 1:03,50 | 1:04,93 | 1:03,85 | 1:03,85 | 4:16,13 |

1. und 2. Lauf: 15. Februar 1980
 3. und 4. Lauf: 16. Februar 1980
20 Bobs am Start, alle in der Wertung.
Nach zwei Läufen führte Schärer in 2:04,63 min vor Germeshausen (2:05,06 min), Nehmer (2:05,27 min) und Hiltebrand (2:05,33 min); die beiden österreichischen Schlitten lagen mit Paulweber (2:07,19 min) und Sperling (2:07,22 min) auf den Rängen 7 und 8. Schärer war im ersten Lauf in 1:01,87 min ein Bahnrekord gelungen, der die Grundlage für die Goldmedaille darstellte und er baute am zweiten Tag trotz schlechter Bahnverhältnisse (dazu Schneefall) seinen Vorsprung weiter aus.

### Viererbob
| Platz | Land | Sportler                                                                                | 1. Lauf | 2. Lauf | 3. Lauf | 4. Lauf | Gesamt  |
| ----- | ---- | --------------------------------------------------------------------------------------- | ------- | ------- | ------- | ------- | ------- |
| 1     | DDR  | DDR I: Meinhard Nehmer, Bogdan Musiol, Bernhard Germeshausen, Hans-Jürgen Gerhardt      | 0:59,86 | 1:00,03 | 0:59,73 | 1:00,30 | 3:59,92 |
| 2     | SUI  | Schweiz I: Erich Schärer, Ulrich Bächli, Rudolf Marti, Josef Benz                       | 1:00,31 | 1:00,41 | 1:00,02 | 1:00,13 | 4:00,87 |
| 3     | DDR  | DDR II: Horst Schönau, Roland Wetzig, Detlef Richter, Andreas Kirchner                  | 1:00,24 | 1:00,35 | 1:00,04 | 1:00,34 | 4:00,97 |
| 4     | AUT  | Österreich I: Fritz Sperling, Bernhard Purkrabek, Heinrich Bergmüller, Franz Rednack    | 1:00,75 | 1:00,77 | 1:00,41 | 1:00,69 | 4:02,62 |
| 5     | AUT  | Österreich II: Walter Delle Karth, Kurt Oberhöller, Franz Paulweber, Gerhard Zaunschirm | 1:00,91 | 1:01,12 | 1:00,25 | 1:00,67 | 4:02,95 |
| 6     | SUI  | Schweiz II: Hans Hiltebrand, Armin Baumgartner, Ulrich Schindler, Walter Rahm           | 1:01,13 | 1:01,00 | 1:00,54 | 1:01,02 | 4:03,69 |
| 7     | FRG  | Deutschland I: Peter Hell, Hans Wagner, Heinz Busche, Walter Barfuß                     | 1:01,14 | 1:01,22 | 1:00,57 | 1:01,47 | 4:04,40 |
| 8     | ROM  | Rumänien I: Dragoș Panaitescu-Rapan, Dorel Cristudor, Sandu Mitrofan, Gheorghe Lixandru | 1:01,42 | 1:01,32 | 1:00,61 | 1:01,33 | 4:04,68 |
| 9     | GBR  | Großbritannien I: Jonnie Woodall, Tony Wallington, Corrie Brown, John Howell            | 1:01,44 | 1:01,42 | 1:00,98 | 1:01,08 | 4:04,92 |
| 10    | FRG  | Deutschland II: Alois Schnorbus, Lothar Pongratz, Jürgen Hofmann, Martin Meinberg       | 1:01,54 | 1:01,47 | 1:00,93 | 1:01,21 | 4:05,15 |

1. und 2. Lauf: 23. Februar 1980
 3. und 4. Lauf: 24. Februar 1980
17 Bobs am Start, davon 15 in der Wertung (Bob Schweden I im letzten Lauf disqualifiziert, Bob Canada I im dritten Lauf ausgeschieden)

Im Training war Hiltebrand vor Nehmer und Österreich I (Sperling), Schweiz I (Schärer), Schweden I (Eriksson) und Österreich III (Delle Karth) voran; Österreich II (Paul Krenn) schied als 14. für den Bewerb aus.
Meinhard Nehmer stellte schon im ersten Lauf Bahnrekord auf, seine 59,86 s lagen erstmals unter der Ein-Minuten-Grenze. Diesen Rekord konnte er im dritten Lauf (59,73 s) nochmals toppen. Danach beendete er, 39-jährig, mit insgesamt drei olympischen Goldmedaillen seine Karriere.
Fritz Sperling war schon nach dem ersten Tag aus dem Kampf um Medaillen eliminiert, im dritten Lauf kam er im Shady zu hoch hinauf. Bei Delle Karth summierten sich die kleinen Fehler. Die Rangliste nach zwei Läufen lautete GDR I, GDR II, SUI I, AUT 1, jedoch lag Fritz Sperling schon beinahe eine Sekunde hinter dem Bronzerang, so dass die Medaillenchance gering war.